# Kuala Pling
Kuala Pling is een bestuurslaag in het regentschap Aceh Barat van de provincie Atjeh, Indonesië. Kuala Pling telt 381 inwoners (volkstelling 2010).